# Efferia rapax
Efferia rapax este o specie de muște din genul Efferia, familia Asilidae. A fost descrisă pentru prima dată de Osten Sacken în anul 1887. Conform Catalogue of Life specia Efferia rapax nu are subspecii cunoscute.